# Берден (Арканзас)
Берден (англ. Bearden) — місто (англ. city) в США, в окрузі Вошіта штату Арканзас. Населення — 776 осіб (2020).

## Географія
Берден розташований за координатами 33°43′41″ пн. ш. 92°37′6″ зх. д. / 33.72806° пн. ш. 92.61833° зх. д. (33.727935, -92.618453).  За даними Бюро перепису населення США в 2010 році місто мало площу 4,22 км², уся площа — суходіл.

## Демографія
Згідно з переписом 2010 року, у місті мешкало 966 осіб у 407 домогосподарствах у складі 276 родин. Густота населення становила 229 осіб/км².  Було 497 помешкань (118/км²). 
Расовий склад населення:
| - 59,9 % — білих - 32,5 % — чорних або афроамериканців - 0,3 % — корінних американців - 0,2 % — азіатів - 3,6 % — осіб інших рас |

До двох чи більше рас належало 3,4 %. Іспаномовні складали 5,8 % від усіх жителів.
За віковим діапазоном населення розподілялося таким чином: 23,7 % — особи молодші 18 років, 60,5 % — особи у віці 18—64 років, 15,8 % — особи у віці 65 років та старші. Медіана віку мешканця становила 39,1 року. На 100 осіб жіночої статі у місті припадало 94,0 чоловіків;  на 100 жінок у віці від 18 років та старших — 90,4 чоловіків також старших 18 років.
Середній дохід на одне домашнє господарство  становив 37 396 доларів США (медіана — 25 417), а середній дохід на одну сім'ю — 40 484 долари (медіана — 33 295). За межею бідності перебувало 36,0 % осіб, у тому числі 64,5 % дітей у віці до 18 років та 11,3 % осіб у віці 65 років та старших.
Цивільне працевлаштоване населення становило 337 осіб. Основні галузі зайнятості: виробництво — 28,2 %, освіта, охорона здоров'я та соціальна допомога — 22,8 %, транспорт — 10,1 %, науковці, спеціалісти, менеджери — 9,8 %.